# Pedro Lupion
Pedro Deboni Lupion Mello (Curitiba, 4 de junio de 1983) es un empresario y político brasileño, actualmente diputado federal afiliado a Demócratas (DEM). Preside el Directorio Regional de los Demócratas en Paraná.

## Primeros años
Es hijo de Denise Deboni y del exdiputado federal Abelardo Lupion. Se recibió como Licenciado en Comunicación Social con énfasis en Publicidad y Magíster en Ciencias Políticas de las Universidad Francisco de Vitoria y la Universidad Rey Juan Carlos, ambas en España. Es especialista en Comunicación Política y Campañas Electorales, con posgrado de la Universidad de Georgetown, institución católica del Distrito de Columbia, en Estados Unidos. Además es especialista en Administración Pública y Gobernanza con un posgrado de la Universidad George Washington, también en Estados Unidos.

## Carrera
En su primera contienda electoral en 2010, fue elegido diputado estadual con 37.304 votos. En las elecciones de 2014 fue reelegido con 63.580 votos. En las elecciones de 2018 fue elegido diputado federal por Paraná. En la Asamblea Legislativa de Paraná, fue presidente de la Comisión de Agricultura, vicepresidente de las Comisiones de Seguridad Pública y Medio Ambiente, y miembro de la Comisión de Constitución y Justicia.
Durante la administración de la gobernadora Cida Borghetti, fue líder de gobierno en la Asamblea Legislativa. En diciembre de 2018, el gobierno de Paraná anunció que Pedro Lupion fue condecorado con la Orden Estatal de Pinheiro, el decreto firmado por la Gobernadora Cida Borghetti se refiere al más alto honor del Estado, recibiendo la mención en el grado Grã Cruz, donde reconoce a las personas que destacan en sus profesiones y actuaciones públicas.

## Vida personal
Su abuelo paterno, João Fortunato Bulcão Mello, estuvo casado con Leovegilda Lupion Mello. Por tanto, Pedro Lupion es bisnieto de Hermínia Rolim y del exgobernador de Paraná, Moisés Lupion. Hermínia Rolim es nieta del coronel Telêmaco Augusto Enéas Morosini Borba. Por lo tanto, Pedro Lupion es bisnieto de Telêmaco Borba, quien también fue diputado estadual por Paraná.
Está casado con Maria Fernanda Gaudêncio y juntos tienen dos hijos.